# Me entrego a ti
Me entrego a ti è un singolo del gruppo musicale statunitense Ha*Ash, pubblicato il 27 novembre 2005 come secondo singolo dal secondo album in studio Mundos opuestos.

## La canzone
La traccia, è stata scritta da Soraya.

## Video musicale
Il video, diretto da Leo Sánchez, è stato pubblicato su YouTube il 25 ottobre 2009. Il video ha raggiunto 45 milioni di visualizzazioni su Vevo.

### Primera fila: Hecho realidad versione
Il video è stato girato sotto forma di esibizione dal vivo dal album deluxe Primera fila: Hecho realidad (2016), con Ha*Ash che inizia a cantare con la sua band dinanzi ad un gruppo persone. Il video è stato girato a Città del Messico e diretto da Nahuel Lerena. È stato pubblicato su YouTube il 24 maggio 2015. Il video ha raggiunto 16 milioni di visualizzazioni su Vevo.

### En vivo versione
Il video è stato girato sotto forma di esibizione dal vivo dal album En Vivo (2019). Il video è stato girato a Auditorio Nacional, Città del Messico (Messico). È stato pubblicato su YouTube il 6 dicembre 2019.

## Tracce
Download digitale
1. Me entrego a ti – 3:45 (Soraya)

## Formazione
- Ashley Grace – voce, composizione, chitarra
- Hanna Nicole – voce, composizione, chitarra
- Soraya – composizione
- Áureo Baqueiro – programmazione, produzione
- Gerardo García  – chitarra
- Tommy Morgan  – armonica
- Gabe Witcher  – violino

## Classifiche
| Classifica (2005)                       | Posizione massima |
| --------------------------------------- | ----------------- |
| Messico (Monitor Latino)                | 4                 |
| Stati Uniti Latin Pop Songs (billboard) | 15                |